# Bandara hyalina
Bandara hyalina är en insektsart som beskrevs av Henry Fairfield Osborn 1923. Bandara hyalina ingår i släktet Bandara och familjen dvärgstritar. Inga underarter finns listade i Catalogue of Life.